# Cardiomya isolirata
Cardiomya isolirata är en musselart som beskrevs av Bernard 1969. Cardiomya isolirata ingår i släktet Cardiomya och familjen Cuspidariidae. Inga underarter finns listade i Catalogue of Life.